# Technické památky Mlynské doliny

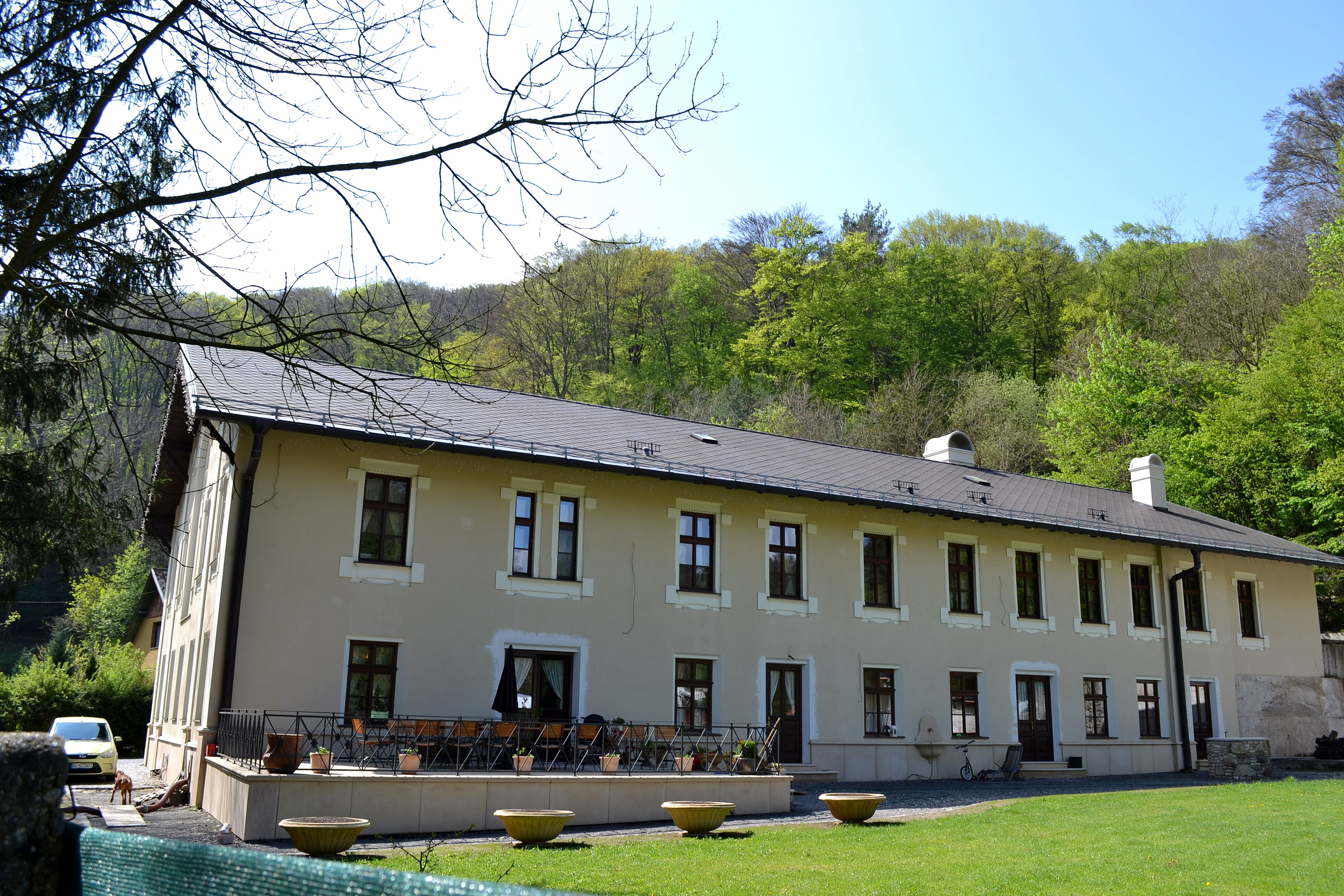
Současný stav IX. mlýna

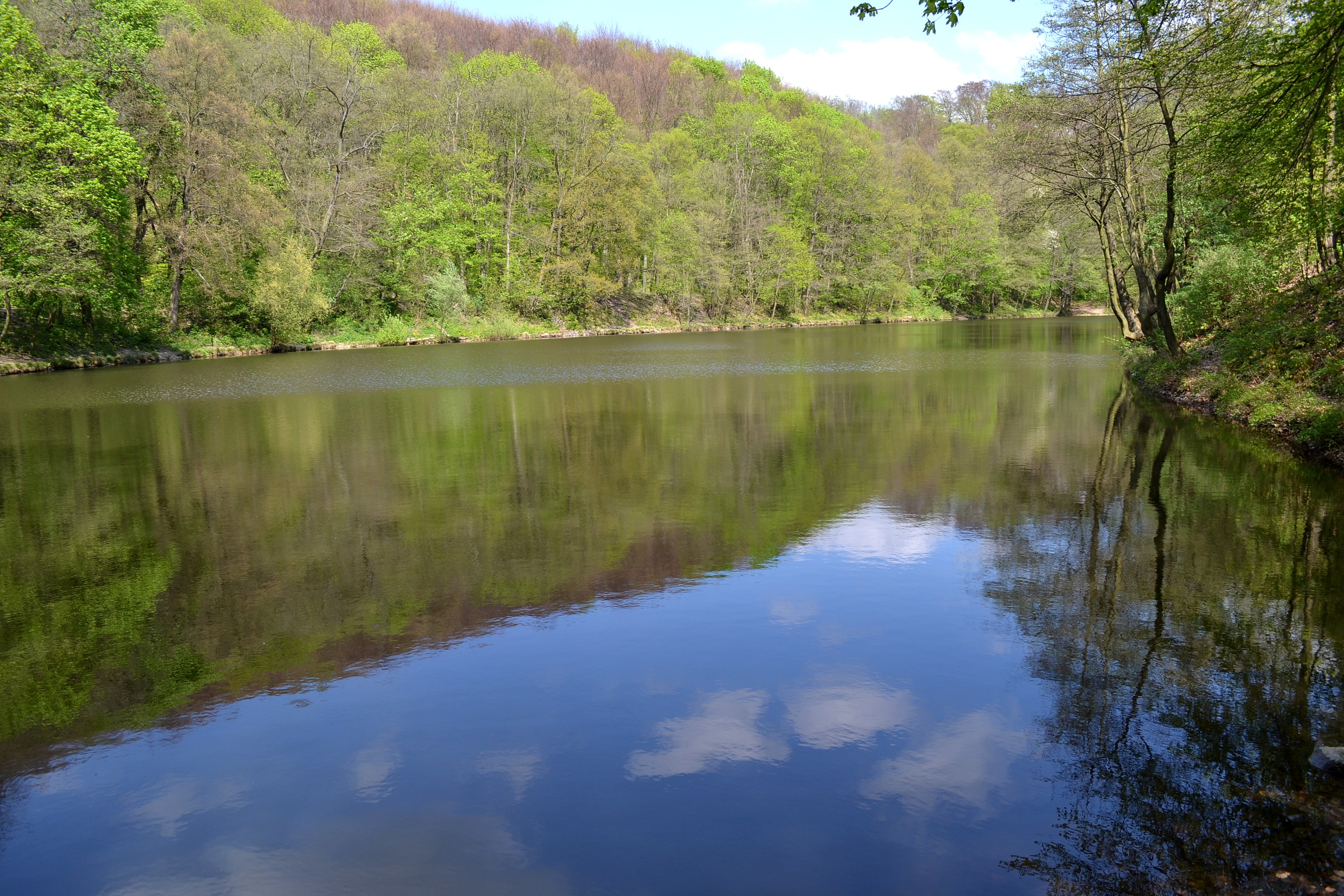
K technický památkám Mlynské doliny patřila především soustava devíti mlýnů a čtyři jezera. Pohled na II. jezero

Technické památky Mlýnské doliny jsou souborem pamětihodností technicko-stavebního charakteru nacházející se po celé délce Mlynské doliny v Bratislavě. Část z nich, která se do dnešních dob zachovala, představuje důležitý hmotný doklad industriální historie hlavního města Slovenska.

## Historické předpoklady technického rozvoje
V rámci Uherska představovala jeho severní část - Horní Uhersko - hospodářsky vyspělejší část země. Na Slovensku byla jednou z nejprůmyslovějších oblastí Bratislava a její blízké okolí. V bývalém hlavním a korunovačním městě země bylo první větší výrobní lokalitou území ležící podél potoka Vydrica.
Velkou zásluhu na tomto stavu mělo využití vodní energie dnes nenápadného říčního toku, pramenícího severně od horského sedla Biely kríž. Na jeho sedmnáct kilometrů dlouhém toku byla od středověku vybudována soustava devíti mlýnů, využívajících ke své činnosti sílu přírodního živlu, jejichž existence v konečném důsledku dala název i tomuto údolí Mlynská dolina. I když většina z nich už dnes neexistuje (buď zanikly úplně nebo se později staly součástí jiných objektů - VI. A VII. mlýn), byly dokonalým příkladem technické vyspělosti a dovednosti předků.
Dnes je Vydrica pouze malým potůčkem, romanticky se vinoucí údolím; v minulosti měla mimořádný hospodářský význam. Díky tomu můžeme Mlýnskou dolinu považovat za nejstarší výrobní a později průmyslovou oblast Bratislavy. K technickým památkám, které se na jejím území nacházejí nebo nacházely můžeme zařadit soustavu devíti mlýnů, čtyři vodní nádrže (jezera), železniční most a někdejší budovu prachárny.

## Mlýny
Mlynářské řemeslo má v historii Bratislavy dlouhou tradici. Přírodní podmínky a vhodná poloha Bratislavy přímo předurčovaly jeho rozvoj. Poskytovalo obživu mnoha zdejším obyvatelům a bez něj byl prakticky nemyslitelný život ve městě. O tom, že mlynářství bylo i poměrně výnosným odvětvím řemeslné činnosti svědčí např. výpisy z daňových registrů, podle kterých mlynáři byli kromě mlýnů vlastníky vinic a mnoha domů ve městě.
Mlýnská dolina v současnosti představuje především rekreační a obyvateli Bratislavy vyhledávanou oblast. Dnes, ještě více než v minulosti, je patrná geomorfologická a společenská diferencovanost jejího profilu. Zatímco její dvě horní třetiny (Horní Mlynská dolina) mají horský a převážně lesnatý charakter, spodní část (začínající přibližně od Vojenské nemocnice) je hustě osídlena a značně industrializována. K zásadní změně charakteru této části doliny došlo zejména v poslední třetině 20. století v souvislosti s rozvojem dopravy (vybudování dálnice a Mostu Lafranconi).

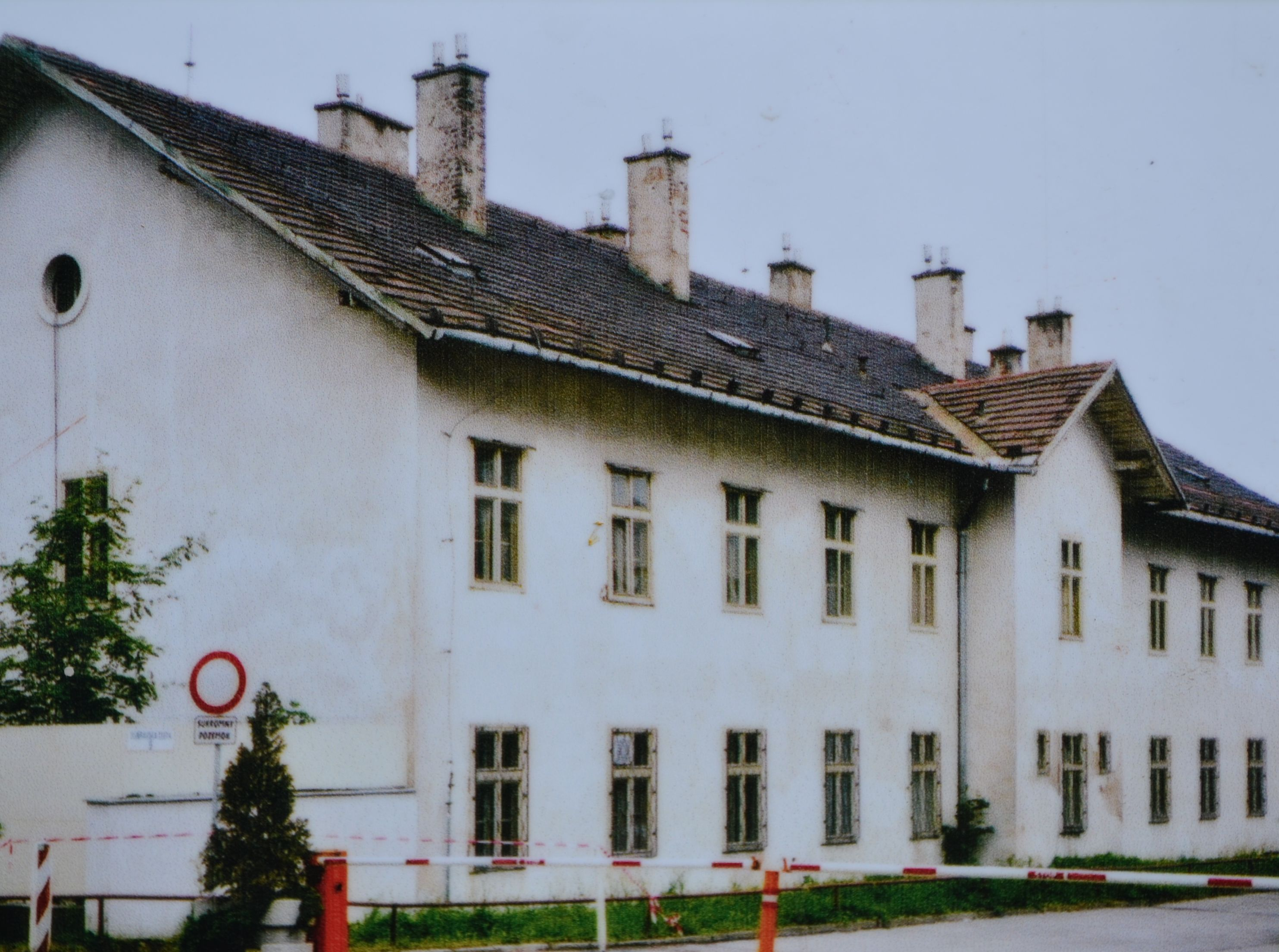
Budova VI. mlýna. Nacházela se na dnešní Patrónce a v druhé polovině 19. století se stala součástí Rothových závodů na munici

Horní část doliny - od Železné studienky po Červený most si dodnes vcelku zachovala svůj přírodní a historický ráz dokumentovaný mimo jiné pozoruhodnými technickými díly. Nacházely se zde dva ze soustavy mlýnů - IX. a VIII., které v téměř identické podobě existují i v současnosti. Ve střední části - v tzv. Lamačském průlomu, kde se nacházel VII., VI. a V. mlýn - ve středověku existovaly dvě osady s zemědělským a vinařským charakterem -Blumenau a Sellendorf. Osídleny byly německými kolonisty, kteří sem byli povoláni po tatarských vpádech.
Dolní část Mlynské doliny, se IV. až I. mlýnem, začala od 70. let 20. století podstatně měnit svůj vzhled a dnes pouze v náznacích připomíná svůj někdejší přírodní charakter.
O existenci mlýnů se zmiňují historické záznamy již ve 13. století. Z roku 1288 pochází žádost historicky prvního známého prešporského (bratislavského) rychtáře Jakuba, kterou se obrátil na krále Ladislava IV. o donaci na území Vydrice. Rychtář tuto oblast zvelebil a založil zde zemědělské usedlosti, mlýny a vinice.
Uvedený dokument však není jediným historickým pramenem. Další zprávy pocházejí ze 14. století (1374 a 1378). Jedním z nejcennějších svědectví je mapa částí polí patřících městu Prešpork z roku 1734, na níž je zachyceno všech devět mlýnů, ale bez konkrétního pojmenování. Pro slavného slovenského polyhistora Matěje Bela byly mlýny na Vydrici tak důležité, že se o nich zmiňuje i ve svém díle Notitia Hungariae novae historico geographica z roku 1735:
Potoky, ktoré z bratislavského územia vtekajú do Dunaja, sú iba dva. Jedným je devínsky potok, oddeľujúci náš chotár od devínskeho. Druhý je náš, ktorý sa volá Vydrica. Je to malý potok prameniaci v lamačských lesoch. Kúsok tečie neužitočne, kým nepozberá ďalšie potôčiky a nezmohutnie a kým pri mlyne, ktorý podľa nedávnych majiteľov nazývajú Averiovským, nezačne vykonávať svoje dielo... Asi o päťsto krokov ďalej sa dostáva k mlynu Zitkowszkovcov... V takom istom odstupe je pozemok Segnerovcov a na potoku mlyn... Jednotlivé mlyny, o ktorých sme hovorili, majú vymerané pole prinášajúce dobrý zisk ak sa dosť starostlivo obrába...

I z pozdějších dob se z dobových dokumentů dozvídáme o fungování mlýnů na Vydrici; např. na tzv. Pernoldově mapě Bratislavy z poloviny 19. století jsou kromě mlýnů zachyceny i Ferdinandovy lázně, které vznikly na Železné studánce koncem 20. let 19. století.
Zásadní obrat ve využití mlýnů nastal v roce 1844. Tehdy mlýny odkoupila Mlynskodolinská akciová společnost, která však pouze dvěma z mlýnů, VII. a IX., plánovala ponechat jejich původní funkci a k tomuto účelu je vybavila soudobou moderní technologií. Ostatní mlýny společnost prodala pronajala a jejich noví majitelé či nájemníci je využívaly pro zemědělské účely nebo je přebudovali na pohostinství. Definitivní konec mlynářské činnosti na Vydrici přišel na konci 19. a počátku 20. století. Z mnoha objektů se stala letoviska nebo pohostinství, VI. mlýn se stal součástí Rothovy fabriky na munici, sedmý mlýn se změnil na výrobní objekt Kühmayerovy továrny.
Číslování mlýnů, tak jak je známe dnes, usnadňuje jejich původní lokalizaci, přičemž pořadová čísla (psaná římskými číslicemi) začínají mlýnem, který stál u ústí potoka do Dunaje a pokračují proti proudu Vydrice.

### I. mlýn
Budova mlýna dnes neexistuje. Byl postaven při vyústění Vydrice do Dunaje. Podle zjištění stál na pozemku patřícím známému italskému inženýrovi Eneovi Lanfranconimu, který kolem roku 1890 budovu mlýna přestavěl na honosnou vilu. Až do 80. 20. století vilu mohli obdivovat návštěvníci botanické zahrady, protože stála v její blízkosti.

### II. mlýn
Objekt patřil k nejstarším ze všech mlýnů, protože podle umělecko-historických výzkumů se jeho vznik datuje do počátku 16. století. V roce 1844 ho převzala Mlynskodolinská akciová společnost a začátkem 20. století byl znám jako „Josefův dvůr“. Později patřil sestrám voršilkám, které zde měly hospodářský dvůr ale i sakrální prostory. V sedmdesátých letech patřil družstevnímu podniku Jednota. V letech 1978 - 1986 byl objekt mlýna asanován.

### III. mlýn
Mlýn ležel asi tři sta metrů výše po proudu od II. mlýna. V 18. století patřil rodině Segnerovců a jeho zpustlé budovy byly zbourány v roce 1940.

### IV. mlýn
Levobřežní mlýn byl od toku Dunaje vzdálen asi 1350 metrů. Šlo o trojkřídlou jednopatrovou stavbu se sedlovou střechou, postavenou na půdorysu písmene U s průčelím obráceným na západ. Objekt, obklopený zděnou ohradou, ke kterému patřily i hospodářské stavby, byl v souvislosti s výstavbou Mostu Lafranconi zbourán v 80. letech 20. století.

### V. mlýn

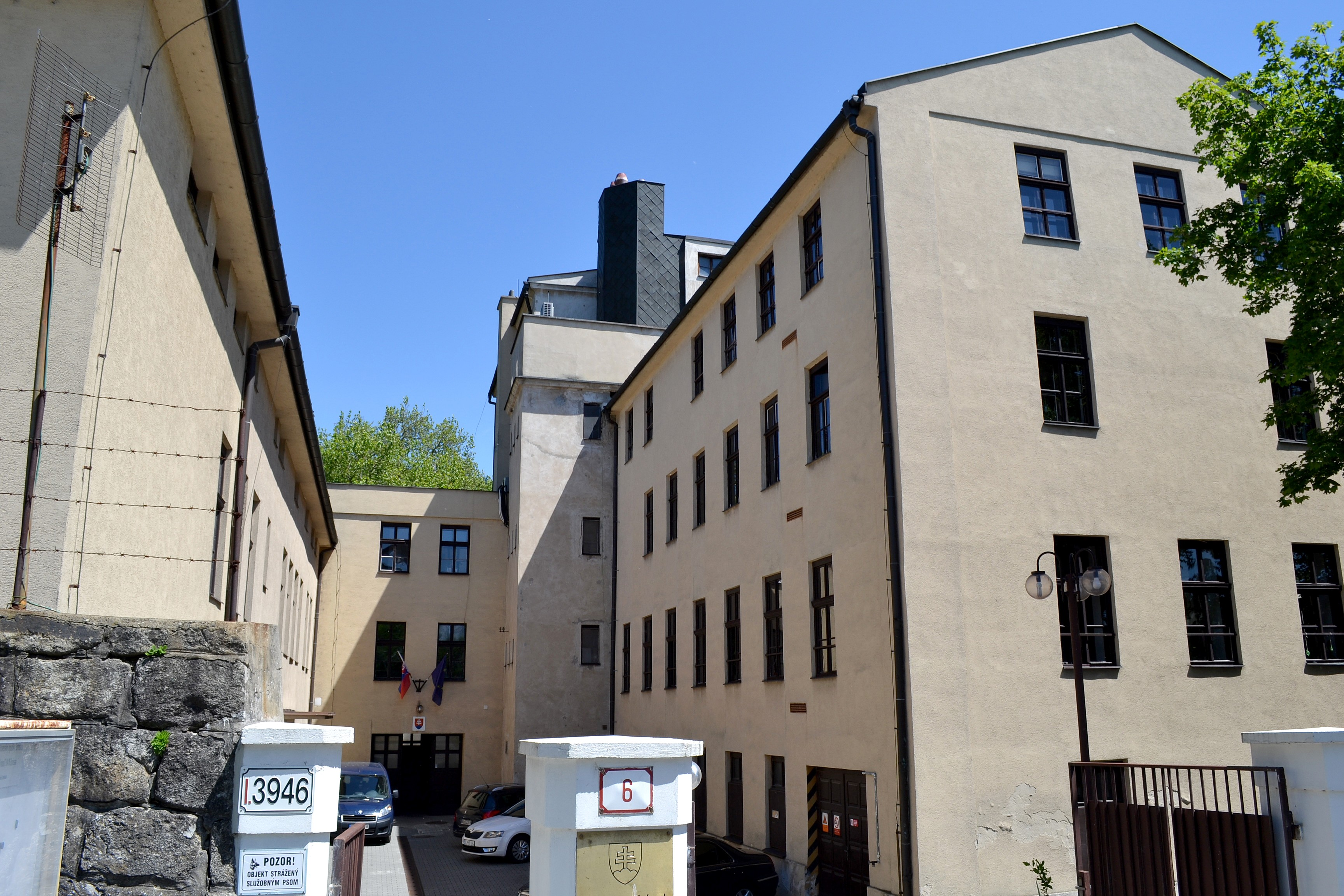
Někdejší VII. mlýn v Mlynské dolině, v roce 1868 přestavěn na Kűhmayerovu továrnu. Dnes zde sídlí Památkový úřad Slovenské republiky

Podle historických záznamů měl mlýn stojící na dnešní ulici Pri Habánskom mlyne více majitelů, z nichž nejvýznamnějšími byl rod Segnerovců (proto se v záznamech uvádí jako Segnerovský mlýn). Ve směru toku Vydrice je to poslední mlýn, po kterém ještě lze najít fyzickou stopu. Na křižovatce ulic Pri Habánskom mlyne a Mlynská dolina (adresa Mlynská dolina 9) stojí dům, jehož základy pamatují původní obytnou mlýnskou budovu. Ta byla součástí rozsáhlého areálu, skládajícího se kromě obytné i z několika hospodářských staveb. Mlýn dostal jméno podle nájemníka, kterého zdejší obyvatelé zvali Habán. Hospodářské budovy byly v roce 1932 asanovány a obytná stavba byla přestavěna podle projektu známého architekta Emila Belluše.

### VI. mlýn
Šestý mlýn stál na místě, které je dnes známé pod názvem Patrónka. Patřil k největším usedlostem a kromě budovy mlýna ji tvořily i rozsáhlý hospodářský dvůr a hostinec. Svému účelu sloužil až do roku 1870, kdy objekty koupil vídeňský podnikatel Georg Roth (1834-1903) a začlenil je do nově vznikajícího komplexu továrny na munici.

### VII. mlýn
Původní budova, i když v pozměněné dispozici a funkci, stojí dodnes. Když v roce 1844 Mlynskodolinská akciová společnost koupila mlýny na Vydrici, rozhodla se dvěma z nich, VII. a IX., ponechat jejich původní funkci. V případě sedmého mlýna zde sehrála svou roli jeho výhodná poloha. Stál totiž na místě, kde tok Vydrici dosahoval největšího spádu, který byl schopen roztočit dvě nad sebou umístěná mlýnská kola. Společnost proto v mlýně instalovala novou moderní technologii a dokonce ho v roce 1839 vybavila parním strojem s výkonem pětadvacet koňských sil. Mlýn se tak stal prvním zařízením svého druhu s parním pohonem. V roce 1846 zde společnost dala postavit třípatrovou budovu.
I tento mlýn, podobně jako předchozí, byl „přeměněn“ na výrobní závod. V roce 1868 mlýn koupil bratislavský podnikatel Franz Kűhmayer (otec významného bratislavského sochaře Roberta Kűhmayera) a zřídil zde proslulou továrnu, v níž se vyráběly doplňky k vojenským uniformám.
V současnosti v budově někdejšího VII. mlýna, stojící na adrese Cesta na Červený most 6, sídlí Památkový úřad Slovenské republiky.

### VIII. mlýn

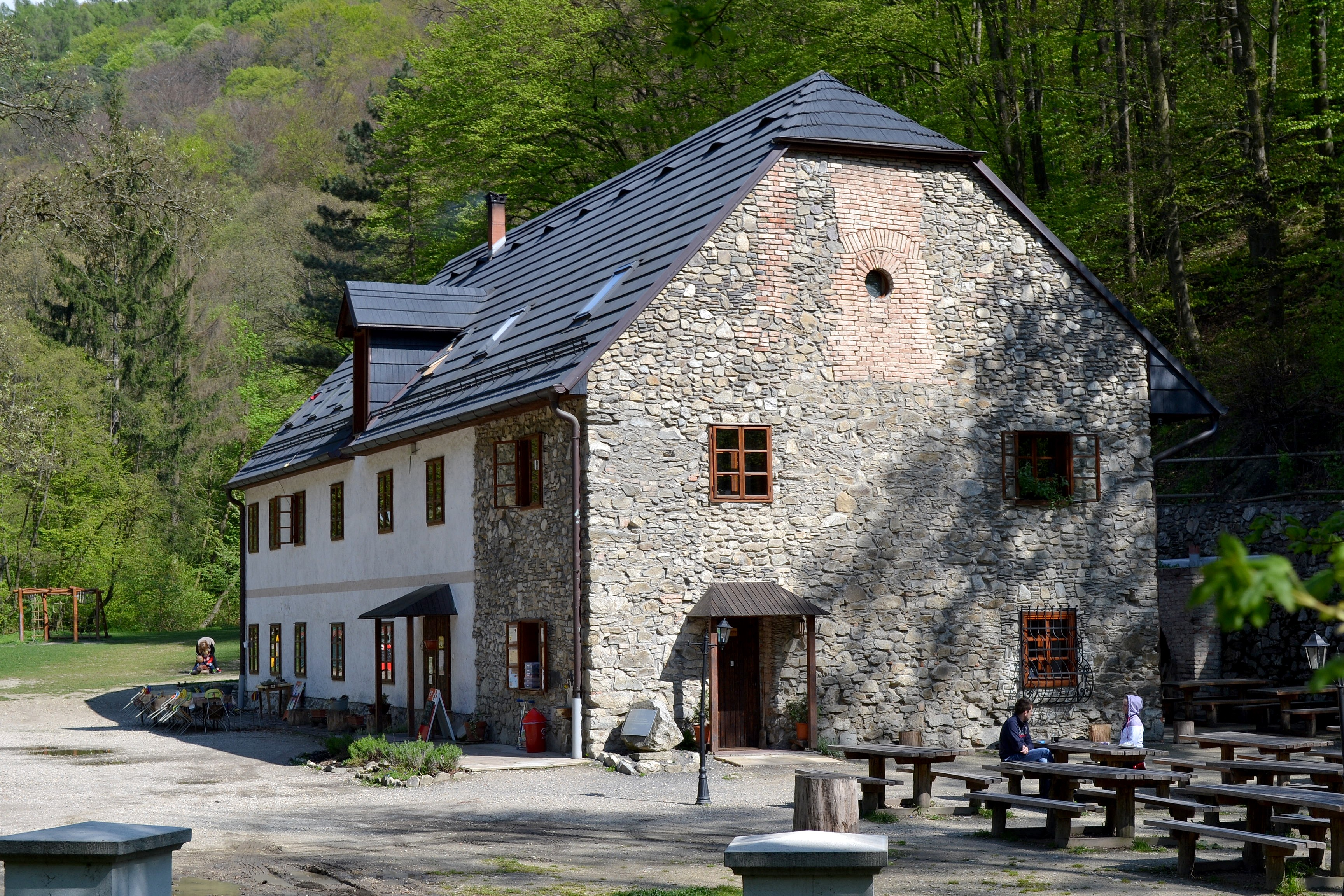
Budova VIII. mlýna, zvaného Klepáč. Po rekonstrukci slouží jako pohostinské zařízení

O zbývajících dvou mlýnech, VIII. a IX., existuje nejvíce historických záznamů.
Osmý mlýn, zvaný Klepáč, se nachází v horní části Mlynské doliny, asi 4500 metrů od ústí Vydrice do Dunaje. Není známo přesně kdy mlýn vznikl, předpokládá se, že existoval koncem 15. století. Ke svému romanticky znějícímu jménu přišel docela prozaicky. Ve starých městských knihách se pozemek, na kterém mlýn stojí, označoval v německém jazyce jako „Clepeis“, což označovalo pozemek, který tvořila lepkavá studená zemina. Poslovenštěním a zkomolením vznikl název Klepáč, což jistě nemá daleko ani od pojmenování charakteristického zvuku, který vydává otáčející se mlýnské kolo.
K samotnému mlýnu patřila i nevelká louka. V druhé polovině 18. století se v historických záznamech uvádí jako majitel Mathias Strohofer. V polovině 19. století usedlost vlastnil Henrich Hackl, později mlynář Krištof Cellér, který ho v roce 1842 prodal svému bratru Samuelovi. K další změně vlastníka došlo v roce 1855 a poté v roce 1911, kdy usedlost koupil stavitel Ľudovít Gratzl. Tem jej plánoval přestavět na výletní restauraci.
Po částečné obnově se v roce 1921 jeho vlastníkem stal Jozef Raban. Koncem 60. let 20. století byla usedlost opuštěná a tím začala postupná devastace celého objektu.
V současnosti mlýn po důkladné rekonstrukci v letech 2006 až 2008 opět slouží jako místo příjemného zastavení pro návštěvníky Mlynské doliny.

### IX. mlýn

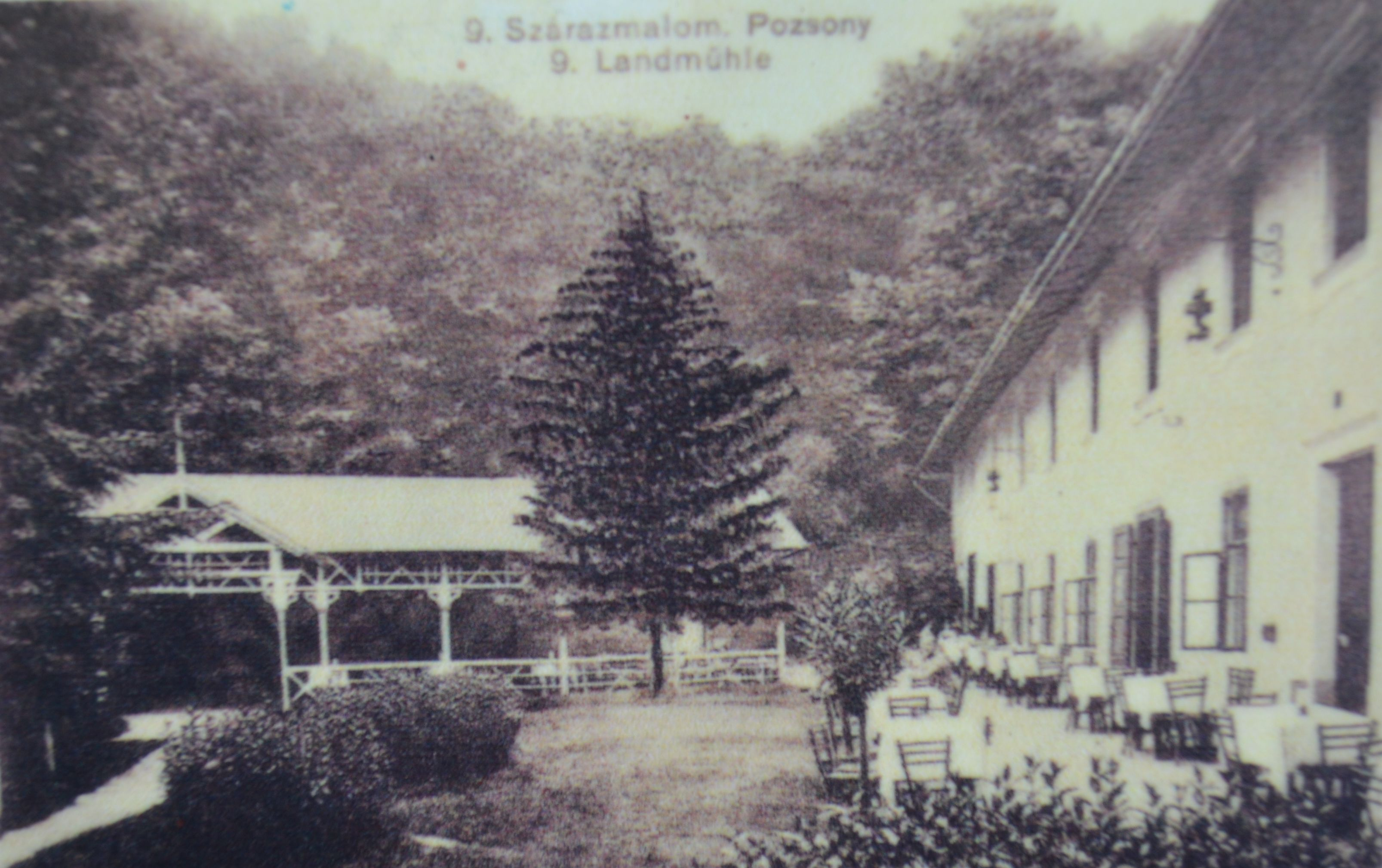
Historické foto z roku 1904 zachycuje nádvoří IX. mlýna s letní restaurací

Devátý mlýn, zvaný Suchý, zachycený na mapě z roku 1734 byl posledním z mlýnů na Vydrici. Fungoval až do roku 1868 a ve své téměř původní dispozici se zachoval do současnosti. V roce 1731 zdejší usedlost koupil Ján Link, po němž ji v roce 1760 zdědil jeho syn. Na plánu z roku 1793 je vyznačeno jméno majitele - Linde. V první polovině následujícího století přešel mlýn do majetku rodin Walnerů, kteří jej vlastnili až do roku 1844, kdy se všech mlýnů ujala Mlynskodolinská akciová společnost.
Mlýn měl původně dvě hnací vodní kola, která mohla při spádu vody 695 centimetrů a průtoku sto litrů za sekundu dosáhnout výkonu sedm koňských sil. Po získání mlýnu Mlynskodolinskou akciovou prošla jeho technická část modernizací; spád se zvýšil na 840 centimetrů, přičemž se zvýšilo i průtokové množství vody a tím vzrostl i jeho výkon na šestnáct koňských sil.
Začátkem 90. let 19. století je jako majitel usedlosti připomínán Rudolf Nemčík. Byl, kromě jiného, aktivním činitelem dělnického hnutí v Bratislavě a také veřejně vystoupil s projevem před dělníky 1. května 1890 na manifestaci při oslavách svátku práce, která proběhla právě nedaleko jeho mlýna (událost dodnes připomíná nedaleko stojící památník).
Na počátku 20. století byl mlýn radikálně přestavěn a adaptován na letní penzion s restaurací a na dvoře přibyl dřevěný otevřený pavilon. Přestavba překryla všechny starší vrstvy. Zlikvidováno bylo i mlýnské zařízení. Po druhé světové válce byla budova přestavěna na byty a kanceláře. V souladu s novým územním plánem Bratislavy a podle dohody s vlastníkem objektu - Lesy SR ho rekonstruuje společnost Euro Active Group, která ve prospěch zachování stávajících historických prvků podnikla nejprve zabezpečovací, statické a stavební práce. Při obnově postupuje podle fotografií z dob kolem roku 1900 a dobových projektů uložených v Archivu města Bratislavy. Na projektu se podílí i specialisté na ochranu a rekonstrukci národních kulturních památek.

## Jezera
Funkční součástí soustavy mlýnů byly čtyři umělé vodní nádrže v Horní Mlynské dolině, které, přestože už neslouží svému původnímu účelu, jsou pozoruhodným technickými památkami dokumentujícími vyspělost vodního stavitelství na Slovensku.
Jelikož funkčnost mlýnů přímo závisela na průtoku vody ve Vydrici, bylo v důsledku jeho kolísání rozhodnuto vybudovat soustavu jezer, která měla zachycovat a kumulovat srážkovou vodu. Tou měla v sušším období zásobovat mlýny na říčce. Původně šlo o jednu nádrž, která měla podle plánů shromažďovat množství vody schopné zásobovat mlýny po dobu třiceti dnů. V průběhu let 1761-1762 byla na lokalitě zvaná Volská lúka (Ochsenwiese), podle projektu Wolfganga Reintelera, vybudována nádrž o rozloze 1,81 hektaru (rozměry 213 x 85 metrů). Existovala však jen necelý rok. 25. května 1763 došlo následkem prudké přívalové vlny k protržení jezerní hráze, přičemž vytékající voda napáchala značné škody.
Na dalších osmdesát let myšlenka vybudování jezera zapadla. K jejímu oživení došlo až v roce 1844 a stála za ní Mlynskodolinská akciová společnost, která plánovala koupi vydrických mlýnů. Podle projektu maďarského vodohospodářského inženýra Józsefa Beszédeše (1787-1852) zde vznikly čtyři vodní nádrže.
Jezera, jejichž vodní hladiny esteticky dotvářejí krajinu, se v současnosti využívají k rybolovu; na IV. jezeře je v letních měsících možno projet se na lodičkách.

## Červený most

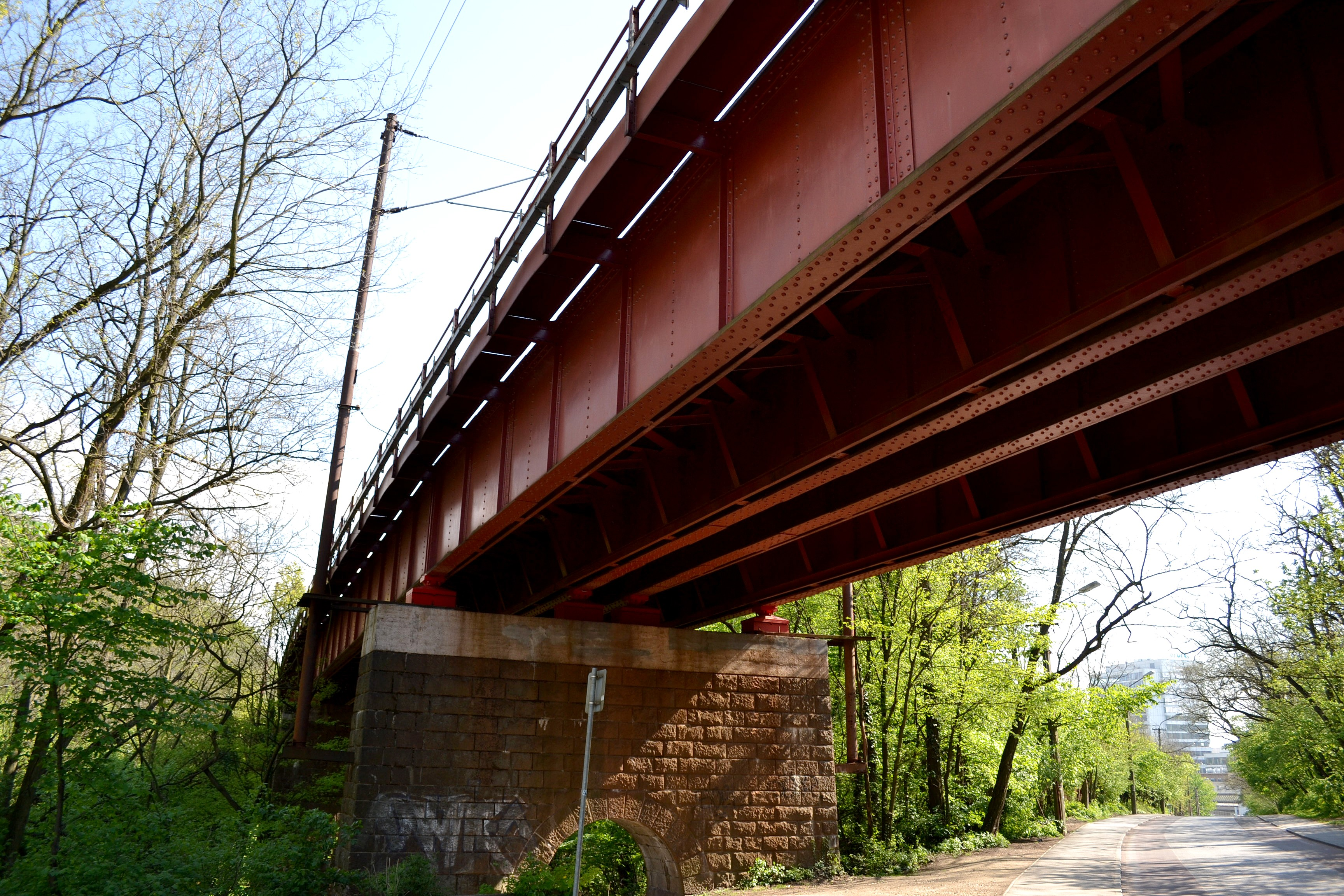
Červený most - součást železniční trati č. 110

Most, nacházející se přibližně ve středu Mlynské doliny je pojmenován podle zdaleka zřetelné červené barvy, byl postaven v roce 1848 jako součást železniční tratě Gänserndorf - Marchegg - Bratislava. Původně byl jednokolejný. Ke zdvojkolejnění došlo v roce 1881. Most je 215 metrů dlouhý a sedmnáct metrů vysoký. Původně cihlový most (podle červené barvy cihel dostal i svůj název) podpíralo devět mostních oblouků. Svou funkci v původní podobě plnil až do 4. dubna 1945, kdy ho ustupující německá vojska vyhodila do vzduchu. V rekordně krátkém čase sedmi dnů byl vojáky Rudé armády a místními obyvateli nahrazen provizorním přemostěním. 30. dubna 1948 byl postaven současný ocelový most, který byl, reflektujíc původní pojmenování, natřen na červeno.
U Červeného mostu se nachází železniční zastávka Bratislava-Železná studienka, která je součástí železniční trati, po níž 20. srpna 1848 přijel do Bratislavy první vlak tažený parní lokomotivou z Vídně. Trať umožnila napojení Bratislavy na rozvíjející se železniční systém v Evropě.